# Real Cofradía de la Santa y Venerable Esclavitud y del Santo Entierro del Cristo de los Gascones
La Real Cofradía de la Santa y Venerable Esclavitud y del Santo Entierro del Cristo de los Gascones, conocida popularmente como "Cofradía del Cristo de los Gascones", es una cofradía católica de Segovia, Castilla y León, España. Tiene su sede canónica en la iglesia de San Justo.
La cofradía sale en procesión durante el Jueves Santo, 
en un Vía Crucis por las calles del barrio, y el Viernes Santo, en el que se sube su imagen titular hasta la Catedral de Segovia y en la que participa en la Procesión de los Pasos. Su imagen titular es El Cristo de los Gascones de autor anónimo.

## Historia
La primera referencia a una procesión en la que saliera el Cristo de los Gascones es en 1628, la cofradía fue fundada en 1647, en su inicio, esta desfilaba con caballos portando armaduras, la cofradía tuvo su mayor esplendor entre los siglos XVIII y XIX. En 1909 desaparecen varios enseres de la Iglesia de San Justo (entre ellos las armaduras de los gascones) y con ellos, la cofradía. En el año 1959, un grupo de feligreses consiguen rehabilitar la cofradía de nuevo, un año más tarde, en 1960, es fundada la Banda de cornetas y tambores de la Real Cofradía de la Santa y Venerable Esclavitud y del Santo Entierro del Cristo de los Gascones.

## Pasos

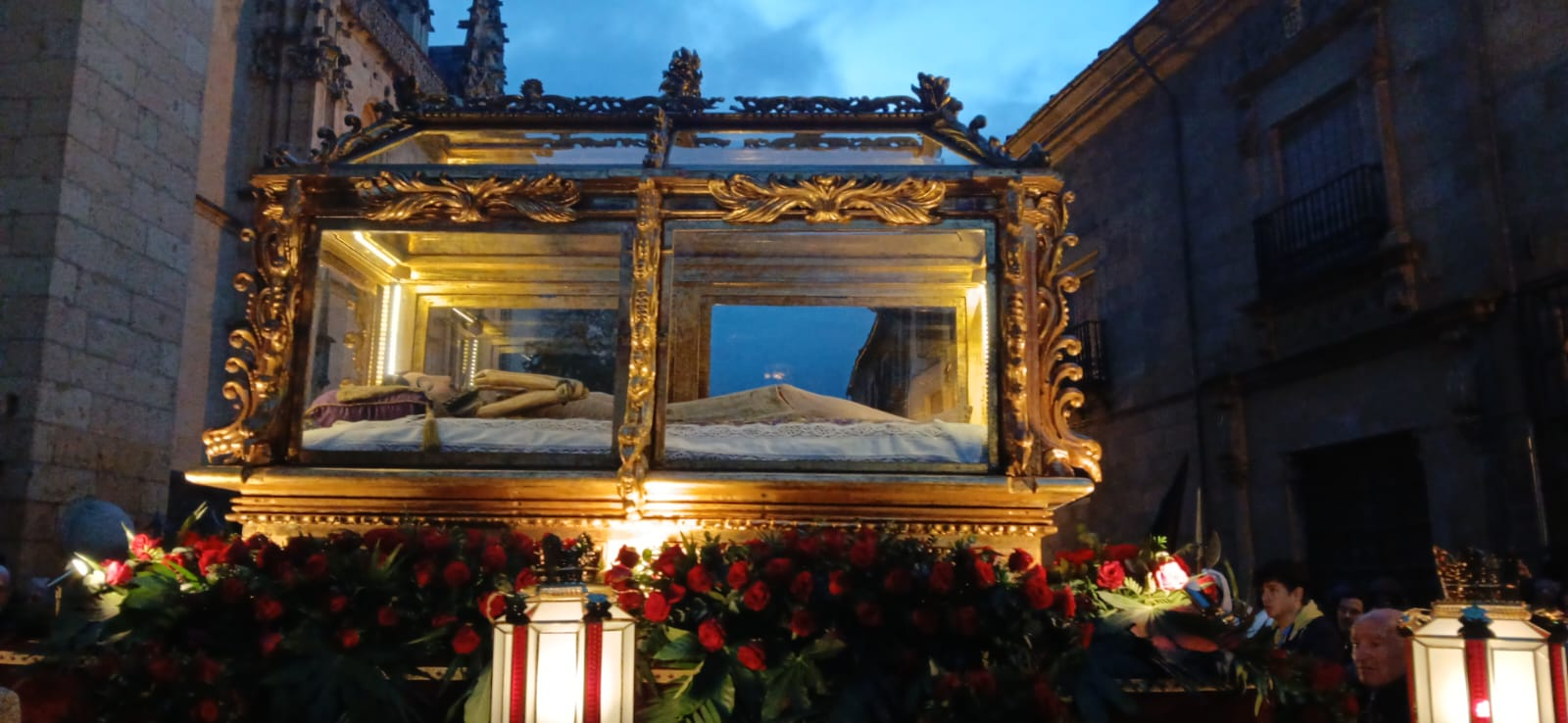
Talla del Cristo de los Gascones en su urna

La imagen titular de la cofradía es el Cristo de los Gascones, esta es una talla románica del siglo XI, de autor desconocido. Nos presenta a un Cristo de frente espaciosa y nariz afilada, presenta las huellas de los azotes y la herida en el costado; la talla mide en total 182 centímetros. 
Según la leyenda, la imagen fue traída por un grupo de gascones, que al encontrar la talla y no decidirse de quien la llevaría a su tierra, decidieron poner la talla encima de una mula y dejar que la mula deambulase y llevase al Cristo al lugar donde quisiera quedarse, según la tradición, la mula llegó hasta la iglesia de San Justo y murió en la puerta, decidiendo los gascones establecerse allí. La característica principal de la talla es el hecho de que tiene brazos articulados, esto se debe a que en el imperio carolingio se celebraban actos litúrgicos en los que se utilizaba una imagen de Cristo Yacente, las articulaciones permitían el descenso de la cruz, es muy probable que el Cristo de los Gascones fuese utilizado para alguna de esas ceremonias, o que incluso fuese tallado para ese propósito. La cofradía también cuentan con la talla de Virgen de los Sastres

## Hábito

### Nazarenos
Los nazarenos de la cofradía visten un hábito, caperuz y esclavina negros, junto con capa de terciopelo y cíngulo carmesíes.

### Músicos
Los músicos de la banda usan hábito rojo burdeos, junto con capucha y esclavina del mismo color, esta última con borde blanco, además de cíngulo amarillo.

## Acompañamiento
La banda es acompañada por el Ilustre colegio de abogados de Segovia y la Banda de cornetas y tambores de la Real Cofradía de la Santa y Venerable Esclavitud y del Santo Entierro del Cristo de los Gascones.